# Daniel Wenzel Pratt
Daniel Wenzel Pratt, conocido como "Mahoma" Wenzel (Montevideo, 16 de abril de 1953), es un exbasquetbolista uruguayo considerado referente nacional de dicho deporte durante la década de 1970 y principios de 1980.

## Trayectoria deportiva
Sus inicios en el básquet son en 1967 en el Club Trouville donde llega para jugar en la categoría Menores. Sus grandes condiciones lo llevan inmediatamente a practicar a su vez con el plantel principal de Primera, en donde debuta con tan solo 14 años durante un partido amistoso.
Fue campeón en Menores y Juveniles, y en 1971 se consolidó como figura del plantel principal, teniendo un rol determinante durante la década de 1970 donde obtuvo el Vicecampeonato Federal de 1973 y el campeonato de la Copa El Diario de 1974.
Su debut en la Selección Uruguaya data de 1972, durante algunos partidos amistosos. 
Jugó los Campeonatos Sudamericanos de Medellín 1973, Valdivia 1977, Bahía Blanca 1979 y Montevideo 1981, donde se consagró como Campeón. También disputó el Preolímpico de San Juan en 1980.
Entre 1981 y 1984 defendió los colores de Peñarol, siendo Campeón Federal en 1982, en la recordada final frente al poderoso Club Atlético Bohemios de Horacio "Tato" López, Luis Eduardo Pierri y Carlos Peinado, entre otras figuras.
En 1983 se coronó como campeón del Sudamericano de Clubes Campeones, donde Peñarol venció en la final al club brasileño Monte Líbano en el Palacio Peñarol.
Ese mismo año jugó con Peñarol la Copa William Jones, que en su momento era considerado como el Mundial de Clubes, obteniendo un destacado 3er. puesto.
En 1984 retorna a Trouville y allí juega hasta que se retira en 1987 a la edad de 34 años.
Anteriormente en la temporada de 1986 fue Director Técnico de Trouville durante el Federal de Primera División.
Posteriormente a su retiro participó del campeonato de vetaranos donde fue Tricampeón.
Durante su carrera como deportista jugó en todas las posiciones de cancha, siendo de Ala-Pívot donde más comodidad tenía para jugar.
En 2017 el estadio cubierto de Trouville fue remodelado. Debido a su legado tan grande como deportista y a su identificación con "El Rojo de Pocitos", las autoridades del momento decidieron nombrar una de las tribunas con el nombre de Daniel "Mahoma" Wenzel.
La representación olímpica que llegó sexta en Los Ángeles 84, considera a Mahoma Wenzel, junto con José Barizo y Germán Haller, uno de los padrinos de dicha generación.

## Clubes
| Club      | País    | Año       |
| --------- | ------- | --------- |
| Trouville | Uruguay | 1967-1981 |
| Peñarol   | Uruguay | 1981-1984 |
| Trouville | Uruguay | 1984-1987 |

## Palmarés

### Torneos Nacionales
- Subcampeón Federal de Primera División con Trouville: 1973
- Campeón Copa El Diario con Trouville: 1974
- Campeón Federal de Primera División con Peñarol: 1982

### Torneos internacionales
- Campeón Sudamericano de Clubes Campeones con Peñarol: 1983
- Tercer Puesto Copa William Jones con Peñarol: 1983

### Torneos de Selecciones
- Campeón del Sudamericano de Selecciones con la Selección Uruguaya: 1981